# Gary Janak
Gary Wayne Janak (ur. 22 marca 1962 w El Campo) – amerykański duchowny katolicki, biskup pomocniczy San Antonio od 2021.

## Życiorys

### Prezbiterat
Święcenia kapłańskie przyjął 14 maja 1988 i został inkardynowany do diecezji Victoria w Teksasie. Przez wiele lat pracował jako duszpasterz parafialny, był także m.in. dyrektorem urzędu ds. promocji powołań, tymczasowym administratorem diecezji, kanclerzem kurii i wikariuszem generalnym diecezji.

### Episkopat
15 lutego 2021 papież Franciszek mianował go biskupem pomocniczym San Antonio ze stolicą tytularną Dionysiana. Sakry udzielił mu 20 kwietnia 2021 arcybiskup Gustavo Garcia-Siller.